# Polskie kutry uzbrojone
Kuter Uzbrojony (skrót KU) – klasa okrętów rzecznych polskiej Marynarki Wojennej w okresie międzywojennym.

## KU 1 – KU 3
KU 1, KU 2, KU 3 – kutry uzbrojone-holownicze, zbudowane w Austriewerft w Linz w Austrii ok. 1918. Zakupiono je w Wiedniu wraz z podobnymi KU 4 i KU 5, od których odróżniały się napędem dwuśrubowym. Wcielono je w skład Flotylli Wiślanej w 1921 r. i pierwotnie nazwano M 1 (eks No 659), M 2 (eks No 660) i M 3 (eks No 661) (M = motorówka). 31 VII 1925 r. motorówkę M 3, w związku z likwidacją Flotylli Wiślanej, przekazano Morskiemu Dywizjonowi Lotniczemu, gdzie nazwano ją L-3. W październiku 1924 motorówkę M 2 (wraz z M 4) przekazano Flotylli Pińskiej, a w październiku 1925 przekazano jej także M 1. W 1926 r. M 1 i M 2 w związku ze zmianą klasyfikacji wszystkich motorówek przemianowano na KU 1 i KU 2. Miały haki holownicze, dlatego też, oprócz zadań bojowych mogły holować wszelkie jednostki bez własnego napędu. W latach 30. przeszły modyfikację. Wymieniono stalową osłonę, która chroniła silnik oraz załogę, zamontowano w części dziobowej ruchomą płytę pancerną i oddzielono hak holowniczy od podstawy ckm. Gdy w 1939 r. KU 3 powrócił z MDL, przebudowano go w ten sam sposób.
Podczas kampanii wrześniowej, kutry były przydzielone do IV Grupy Kutrów Uzbrojonych, która z kolei była przydzielona do Bazy Wysuniętej (BW). W pierwszych dwóch tygodniach kampanii wrześniowej kutry holowały krypy transportowe BW. 17 IX uczestniczyły BW. Holując po rzece Prypeć jednostki BW, dotarły 19 IX do Pińska. Kilka dni później, 21 IX zostały zatopione u wejścia do Kanału Królewskiego w Pinie, pod Kuźliczynem.
Zostały następnie wydobyte przez Rosjan i po remoncie wcielone do Flotylli Dnieprzańskiej, następnie Flotylli Pińskiej, pod numerami: No.51 (eks KU-1), No.52 (eks KU-2) i No.53 (eks KU-3). Utracono je w walkach z Niemcami lub zatopiono przez własne załogi do 18 września 1941.
- Wyporność: standardowa 6,5 t, pełna 9 t[1]
- Wymiary: długość 12 m, szerokość 2,45 m, zanurzenie 0,7 m
- Napęd: 2 silniki 4 cylindrowe Austro-Daimler o mocy po 40/45 KM, 2 śruby, 2 stery
- Osiągi: prędkość 18 km/h
- Załoga: 5 podoficerów i marynarzy
- Uzbrojenie: 1 działo wz.1885 kal. 37 mm, 1 ckm Maxim wz.08 kal. 7,92 mm

## KU 4 – KU 5
KU 4, KU 5 – kutry uzbrojone-holownicze, zbudowane w Austriewerft w Linz w Austrii ok. 1918. Zakupiono je w Wiedniu wraz z podobnymi KU 1 – KU 3, od których odróżniały się napędem jednośrubowym. Wcielono je w skład Flotylli Wiślanej w 1921 r. i pierwotnie nazwano M 4 (eks No 657) i M 5 (eks No 658) (M = motorówka). W październiku 1924 w związku z likwidacją Flotylli Wiślanej, motorówkę M 4 (wraz z M 2) przekazano Flotylli Pińskiej, a motorówkę M 5 przekazano Flotylli w październiku 1925 r. W 1926 r. M 4 i M 5 w związku ze zmianą klasyfikacji wszystkich motorówek przemianowano na KU 4 i KU 5. Miały haki holownicze, dlatego też, oprócz zadań bojowych mogły holować wszelkie jednostki bez własnego napędu. W marcu 1939 r. oba kutry zostały przydzielone do powstałego niedawno Oddziału Wydzielonego rzeki Wisły (OW Wisła) i z innymi jednostkami Oddziału przetransportowano 31 marca 1939 r. koleją do Modlina Od 6 lipca cały Oddział wraz z KU 4 i KU 5 został przeniesiony z Torunia do Brdyujścia.
W niedzielę 3 IX, kutry z jednostkami OW Wisła przewoziły niedaleko Grabowa i Grabówka pod ogniem niemieckim szwoleżerów 2. pułku, ułanów 16 pułku oraz obsługę taborów Pomorskiej Brygady Kawalerii. 5/6 IX kutry wraz z KU 6, KM 12 i KM 13 zaatakowały i zniszczyły most pontonowy zbudowany niedaleko Topolna przez 601. pułk pionierów. Miały przeprawiać się na nim oddziały niemieckie z 3 Dywizji Piechoty z II Korpusu Piechoty. Następnie kutry wycofywały się Wisłą do Modlina, osłaniając przed Luftwaffe 5–7 IX mosty w Toruniu i 8–9 IX mosty we Włocławku. Niestety, z powodu mielizn na Wiśle, kutry nie mogły płynąć dalej i zostały samozatopione niedaleko Płocka, pod Nowym Duninowem. 
- Wyporność: standardowa 5,2 t, pełna 8 t[3]
- Wymiary: długość 13,2 m, szerokość 2,2 m, zanurzenie 0,7 m
- Napęd: 2 silniki 4-cylindrowe Daimler-Benz o mocy 45 KM, 2 śruby, 1 ster[3]
- Osiągi: prędkość 18 km/h
- Załoga: 6 podoficerów i marynarzy[3]
- Uzbrojenie: 1 działo wz.1885 kal. 37 mm, 1 ckm Maxim wz.08 kal. 7,92 mm

## KU 6
KU 6 – kuter zwiadu artyleryjskiego i łączności. Początkowo nosił nazwę M 6. Posiadał opancerzoną nadbudówkę z wieżą z karabinem maszynowym oraz radiostację z anteną pomiędzy dwoma masztami. Wchodził w skład Flotylli Pińskiej. W 1939 został przydzielony do Oddziału Wydzielonego rzeki Wisły (OW Wisła).
Po wybuchu wojny służył bojowo, m.in. 5/6 września 1939 wraz z KU 4, KU 5, KM 12 i KM 13 zaatakował i zniszczył most pontonowy zbudowany niedaleko Topolna przez 601. pułk pionierów. Następnie wycofywał się z resztą Oddziału w górę rzeki. Z powodu mielizn został samozatopiony 10 września niedaleko Płocka, pod Nowym Duninowem. 
Wydobyty przez Niemców, służył jako jednostka pomocnicza „Puma” w stoczni rzecznej w Płocku. Samozatopiony przez Niemców pod koniec 1944. Po wojnie wydobyty, służył po remoncie jako ORP „Lin”.
Dane:
- Wyporność: ok. 9 t
- Wymiary: długość 10,5 m, szerokość 2,5 m, zanurzenie 0,89–1,06 m
- Napęd: 1 silnik 6-cylindrowy Kermath o mocy 60 KM, 1 śruba
- Prędkość: ok. 12 km/h
- Załoga: 6–8 ludzi
- Uzbrojenie: 1 km 7,92 mm w wieży obrotowej
- Opancerzenie: 8–12 mm

## KU 7
KU 7 – kuter zwiadu artyleryjskiego i łączności. Początkowo nosił nazwę KU 3. Posiadał opancerzoną nadbudówkę z dwoma karabinami maszynowymi w bocznych ściankach, a później z jednym km w wieży obrotowej. Wyposażony w radiostację z anteną pomiędzy dwoma masztami. Wchodził w skład Flotylli Rzecznej w Pińsku.
Po inwazji radzieckiej został samozatopiony.
Dane:
- Wyporność: ok. 9 t
- Wymiary: długość 12,8 m, szerokość 2,5 m, zanurzenie 0,6 m
- Napęd: 1 silnik 6-cylindrowy Kermath o mocy 60 KM, 1 śruba
- Prędkość: ?
- Załoga: 6 ludzi
- Uzbrojenie: 1 km 7,92 mm w wieży obrotowej
- Opancerzenie: ?